# Josep Gusó i Garganta
Josep Gusó i Garganta   (1959 - 1 de març de 2019) va ser un empresari i director esportiu català, president del Girona Futbol Club entre 2005 i 2010.
Amb Gusó de president, el Girona va ascendir a Segona B en una eliminatòria contra l'Alcalá (06-07). Només un any després, el club encadenaria un segon ascens consecutiu i tornaria a Segona A mig segle després de l'última vegada.
Durant el seu mandat, Gusó va ser també capaç de culminar una operació financera que va permetre la conversió del club en SAE, un requisit imprescindible per continuar a Segona A. L'estiu del 2010 i després de molts problemes econòmics, especialment deutes amb els jugadors, Gusó va vendre el seu paquet accionarial majoritari a Josep Delgado, desvinculant-se definitivament del club.
Va morir el 2019 amb 60 anys, després d'una llarga malaltia.